# The Liquidator
The Liquidator är en instrumental reggae melodi av Harry J. Allstars släppt 1969.
I Storbritannien är melodin känd för att den spelas före fotbollsmatcher. Ingen vet vem det var som började använda melodin men  Wolverhampton Wanderers, West Bromwich Albion och Chelsea påstår alla att det var de som använde den först.
Melodin är välkänd bland supportrar till Wolverhampton Wanderers och West Bromwich Albion. Likväl West Midlands Police och lokala säkerhets kommittéer fick både Wolverhampton Wanderers och West Bromwich Albion att ta bort melodin från sina spellistor, på grund av de obsceniteter som supportrarna skanderade åt sina motståndare. Borttagandet orsakade ilska hos både Wolves och Albion fans och många har velat ha tillbaka melodin igen.
Under säsongen 2005-06 tog West Bromwich Albion tillbaka melodin under en kort period, man uppmanade då supportrarna att klappa händerna istället för att svära. Uppmaningen ignorerades och melodin togs bort än en gång innan den spelades igen vid slutspelsfinalen i  The Championship säsongen 2006-07. "The Liquidator" är fortfarande en favoritmelodi hos supportrarna hos båda klubbarna och den säljs som ring signaler till mobiltelefoner med supportrarna som främsta målgrupp. Man kan fortfarande höra melodin på Stamford Bridge där Chelsea fansen klappar händerna och skriker Chelsea! i takt med musiken. The Liquidators var även en av Chelsea's mindre fotbollsfirmor.
The Staple Singers använde basgången från "The Liquidator" till "I'll Take You There".